# Veveriță dungată a lui Swinhoe
Veverița dungată a lui Swinhoe (Tamiops swinhoei) este o specie de rozătoare mică din familia Sciuridae, găsită în Asia.

## Taxonomie
Veverița dungată a lui Swinhoe a fost descrisă științific pentru prima oară de Henri Milne-Edwards în 1874. Conform ediției a treia a Mammal Species of the World are patru subspecii:
- Tamiops swinhoei swinhoei (A. Milne-Edwards, 1874)
- T. s. olivaceus (Osgood, 1932)
- T. s. spencei (Thomas, 1921)
- T. s. vestitus (Miller, 1915)

## Descriere
Au corpul mic, cu dungi ce pornesc de la nas și se sfârșesc la gât, precum și alte dungi ce străbat trunchiul și se sfârșesc la coadă. Culoarea dungilor variază de la galben la scorțișoriu. Mici ciufuri de blană albă sunt prezente la vârfurile urechilor lor. Au blana deasă, potrivită pentru altitudinile mari la care trăiesc. Femelele coada cu 1,8 % mai lungă decât cea a masculilor.

## Răspândire și habitat
Veverița dungată a lui Swinhoe poate fi găsită în China, Vietnam, Myanmar, Insula Hainan și posibil Laos. Viețuiește în aproape orice habitat cu copaci.

## Reproducere
Veverițele dungate ale lui Swinhoe se reproduc în general la fiecare șase luni. Puii se nasc orbi.

## Dietă
Veverița dungată a lui Swinhoe este erbivoră. Se hrănește în principal cu nuci, semințe, fructe și nectar de ghimbir. Depozitează hrană pentru mai târziu, atunci când hrana este rară.

## Contribuții asupra ecosistemului
Veverița dungată a lui Swinhoe ajută la dispersarea semințelor.

## Stare de conservare
Nu au fost identificate amenințări deosebite pentru această specie. Uniunea Internațională pentru Conservarea Naturii a clasificat-o ca fiind neamenințată cu dispariția.